# Do 215 (航空機)
ドルニエ Do 215
飛行中のドルニエ Do 215 B
- 用途：軽爆撃機/夜間戦闘機
- 製造者：ドルニエ
- 運用者： ドイツ国（ドイツ空軍）
- 初飛行：1938年
- 生産数：105機[1]
- 運用開始：1939年
- 退役：1944年

ドルニエ Do 215（Dornier Do 215）は、ドイツのドルニエ社で元来は輸出用に生産された軽爆撃機/偵察機後に夜間戦闘機になった航空機である。しかし2機を除いた全機がドイツ空軍に就役した。前任機のドルニエ Do 17と同様にその細長い胴体から「空飛ぶ鉛筆」という名を受け継ぎ、Do 215の後継機はDo 217になった。

## 設計と開発
ドルニエ Do 17高速爆撃機はドイツ国外の空軍からの新たなる興味を喚起し（Do 17Kの初期生産後）、1937年にドルニエ社は国外の顧客向けのデモンストレーション用機として前量産型Do 17 Z-0を用意し、民間機用の登録記号D-AAIVが与えられた。この機体は本質的に量産型のDo 17Zと同一である一方で、ドイツ航空省（RLM）は輸出型にDo 215の名称を割り当てた。試作機V1のエンジンは、Do 17Zのブラモ 3239気筒星型エンジンのままであった。
ノーム・エ・ローヌ 14-NO星型エンジンを装備した試作2号機（Do 215 V2）は無事にテスト飛行を完了したが、Do 17Zに比べて顕著な性能向上は見られずに輸出用の受注は得られなかった。このためドルニエ社はV3試作機に出力1,175 PS (1,159 hp)のダイムラー・ベンツ DB 601Ba 倒立V型エンジンを搭載した（註：これはDo 17シリーズにダイムラー・ベンツ社製エンジンが搭載された最初の例ではなかった）。1939年春に初飛行したV3は、初期の試作機に比べて顕著な性能向上を見せた。
Do 215 A-1の量産は1939年に始まったが、政治的環境によりスウェーデン空軍向けの注文は中止となった。完成していた18機は輸出禁止とされ、第二次世界大戦の勃発に伴い「ドイツ空軍」に配備された。
これらの機体には幾つかの改造が施されDo 215 Bと命名され、これが標準の量産仕様となった。公式な記録では105機のDo 215が1939年から1941年の間にオーバープファッヘンホーフェンにあるドルニエ社の工場で生産された。

## 運用の歴史
ドイツ空軍は当初Do 215を爆撃機と偵察機として運用した。Rb 20/30とRb 50/30カメラを装備した機体は主にOb.d.L（ドイツ空軍最高司令部）で長距離偵察機として使用された。後にDo 215は夜間戦闘機としても使用され、最後は1944年終わりに退役した。

## 派生型
Do 215 V1Do 215の試作機として使用されたドルニエ Do 17 Z-0。評価試験中に墜落。
Do 215 V2ノーム・エ・ローヌ 14-NO星型エンジンを装備したドリニエ Do 17 Z-0 (D-AIIB)。Do 215の試作2号機として使用。
Do 215 V3ダイムラー・ベンツ DB 601Ba 倒立V型エンジンを搭載したDo 215の試作3号機。
Do 215 A-1元々はスウェーデン空軍発注の18機に対して与えられた名称。
Do 215 B-0FuG 10を搭載しドイツ空軍で爆撃/偵察任務に使用された3機のA-1からの改装機。
Do 215 B-1ドイツ空軍により運用されたA-1の残りの15機。
Do 215 B-2爆弾倉下面にスライド式カバーを取り付け爆弾倉内に3台のRb 50/30カメラを搭載した偵察任務用。
Do 215 B-3ソビエト連邦に売却された2機のB-1の類似型。
Do 215 B-4Rb 20/30とRb 50/30カメラを搭載したB-2から発展した改良された偵察機型。
Do 215 B-5「カウツ III」（Kauz III）と 呼ばれた夜間戦闘機型。シュパナー（Spanner）赤外線暗視装置用のIRサーチライトを取り付けたドルニエ Do 17 Z-10 "カウツ II"の機首部を持つB-1とB-4から改装された20機。Do 215 B-5はIRサーチライト上部に4丁の7.92 mm (.312 in) MG 17 機関銃を集中配置し、機首下部に2門の20 mm MG FF 機関砲を備えていた。シュパナー装置は有効ではないことが判明し、1942年半ばからFuG 202 リヒテンシュタインB/Cレーダーを装着し始めた機体もあった。
Do 215の型として存在したものは、DB 601エンジンを搭載した爆撃機型のA-1、輸出型にFuG 10を装備してドイツ空軍向けとしたB-0とB-1があり、Do 215 B-5はFuG 202 リヒテンシュタインB/Cレーダーを装備することとなった最初の夜間戦闘機であった。これらの機体は1941年1月から1944年5月まで第1夜間戦闘航空団（NJG 1）/第I及び第IV飛行隊と第2夜間戦闘航空団/第II飛行隊に配備された。

## 運用

### 戦時の運用
ドイツ国
ドイツ空軍
 ハンガリー王国
ハンガリー王国空軍が少なくとも11機を運用。
 ソビエト連邦
ソ連空軍が2機をドイツから購入。

### 運用を計画
スウェーデン
スウェーデン空軍が18機のDo 215 A-1を発注したが、機体は輸出禁止となりドイツ空軍に移譲された。
 ユーゴスラビア王国
ユーゴスラビア王国空軍がDo 215を発注したが、第二次世界大戦が始まったために納入されなかった。

## 現存機
最近までドルニエ社製双発爆撃機で現存するものは無いと考えられてきたが、2007年9月にドルニエ Do 215 Bがオランダワッデン海沖合いの浅瀬でほぼ完全な状態で発見された。これはドイツ空軍のエース・パイロットであるヘルムート・ヴォルタースドルフの機体であった。1941年7月6/7日の夜にヴォルタースドルフは1機のビッカース ウェリントンを撃墜したが、反撃を受けた乗機は損傷してオランダ沿岸に墜落した。ヘームスケルクのフェルトハイス（Fort Veldhuis）にあるAirwar Museumの航空機回収班がDo 215を部分的に回収する許可を受けた。この墜落機で欠けていた部分は機体残骸の後方約70 ft (21 m)に沈む機尾部分だけであった。ダイムラー・ベンツ DB 601エンジンはコックピット右側部分と共に回収された。

## 要目
(Do 215 B-1) German Aircraft of the Second World War  
- 乗員：4名（操縦士、爆撃手/銃手、銃手2名）
- 全長：15.79 m (51 ft 9+2⁄3 in)
- 全幅：18 m (59 ft 02⁄3 in)
- 全高：4.56 m (14 ft 11+1⁄2 in)
- 翼面積：55 m2 (592 ft2)
- 翼面荷重：105.1 kg/m2 (32.78 lb/ft2)
- 空虚重量：5,780 kg (12,743 lb)
- 全備重量：8,800 kg (19,401 lb)
- 出力/重量比：184 W/kg (0.113 hp/lb)
- エンジン：2 × ダイムラー・ベンツ DB 601Ba 倒立V型エンジン、1,175 PS (1,159 hp, 864 kW)
- 最高速度：470 km/h (254 kn, 292 mph) at 4,000 m (13,123 ft)
- 巡航高度：9,000 m (29,500 ft)
- 航続距離：2,450 km (1,323 nmi, 1,522 mi) normal
- 上昇率：500 m/min (1,640 ft/min)
- 武装
  - 4 x 7.92 mm (.312 in) MG 15 機関銃（後に6丁に増強）
  - 爆弾 1,000 kg (2,205 lb)

## 参照